# Marian Bohusz-Szyszko
Marian Wacław Bohusz-Szyszko (ur. 15 lutego 1901 w Trokienikach koło Ostrowca, zm. 28 stycznia 1995 w Londynie) – polski artysta malarz, ekspresjonista, pedagog, krytyk sztuki i publicysta.

## Życiorys
Urodził się 15 lutego 1901 w Trokienikach na Wileńszczyźnie, w rodzinie Antoniego i Stanisławy z Koziełł-Poklewskich. Ukończył gimnazjum w Wilnie. Tam od 1913 należał do harcerstwa. W latach 1918–1920, służył ochotniczo w Wojsku Polskim, awansując na sierżanta.
Po zakończeniu wojny polsko-bolszewickiej rozpoczął studia na Wydziale Sztuk Pięknych Uniwersytetu im. Stefana Batorego w Wilnie (1921–1923) u Ferdynanda Ruszczyca, naukę kontynuował na Akademii Sztuk Pięknych w Krakowie (1923–1927). Później studiował nauki matematyczne. Od 1929 zamieszkał w Wolnym Mieście Gdańsku, gdzie poza malarstwem był publicystą i recenzentem oraz nauczycielem w Gimnazjum Polskim. Debiutancka wystawa twórczości miała miejsce w polskiej galerii sztuki w Wolnym Mieście Gdańsku w 1934. 
12 grudnia 1933 zawarł związek małżeński z Zofią z Lubieńskich Glogerową.
Po agresji III Rzeszy na Polskę wstąpił do Wojska Polskiego; pod koniec września 1939 dostał się do niewoli niemieckiej. Internowany w Oflagu II B Arnswalde prowadził kursy rysunku i matematyki, w wolnym czasie portretował współwięźniów. Po zakończeniu działań wojennych wyjechał do Włoch, wstąpił do II Korpusu Polskiego. 
Po demobilizacji Korpusu w 1947 zamieszkał w Wielkiej Brytanii i tam spędził resztę życia. Założył w Londynie Polską Szkołę Malarstwa, która kontynuowała tradycję Wydziału Sztuk Pięknych Uniwersytetu Wileńskiego. Dożywotnio pełnił funkcję prezesa Zrzeszenia Plastyków Polskich w Wielkiej Brytanii. Poza pracą pedagogiczną publikował artykuły na tematy związane z malarstwem.
Był członkiem Polskiego Towarzystwa Naukowego na Obczyźnie.
W 1963 podczas wystawy w Drian Gelleries w Londynie poznał lekarkę Cicely Saunders, która kupiła jeden z jego obrazów. Tak rozpoczęta znajomość przerodziła się w związek, ale Marian Bohusz-Szyszko miał w Polsce żonę, z którą był w separacji. Jako gorliwy katolik nie myślał o rozwodzie. Dopiero pięć lat po śmierci żony poślubił Cicely Saunders, para przeżyła razem piętnaście lat. Marian Bohusz-Szyszko zmarł w założonym przez żonę hospicjum św. Krzysztofa w Londynie. 
Był malarzem ekspresjonistą przywiązującym ogromną wagę do doboru barw, tematyka jego obrazów była bardzo zróżnicowana, ale w drugiej połowie życia znaczna część obrazów przedstawiała tematy sakralne. Marian Bohusz-Szyszko był wielokrotnie nagradzany m.in. nagrodą malarską Fundacji Alfreda Jurzykowskiego i Garby Prize. Wiele prac jego pędzla znajduje się w kościołach i kaplicach w Londynie oraz w muzeach w Warszawie, Gdańsku, Krakowie. Niemały zbiór obrazów znajduje się w londyńskim hospicjum św. Krzysztofa, gdzie spędził schyłek życia.

## Ordery i odznaczenia
- Krzyż Komandorski Orderu Odrodzenia Polski (20 kwietnia 1978)[4]
- Krzyż Oficerski Orderu Odrodzenia Polski (6 stycznia 1973)[5]
- Krzyż Walecznych[1]
- Krzyż Zasługi Wojsk Litwy Środkowej – 11 listopada 1931[2][1]